# Берберські корсари

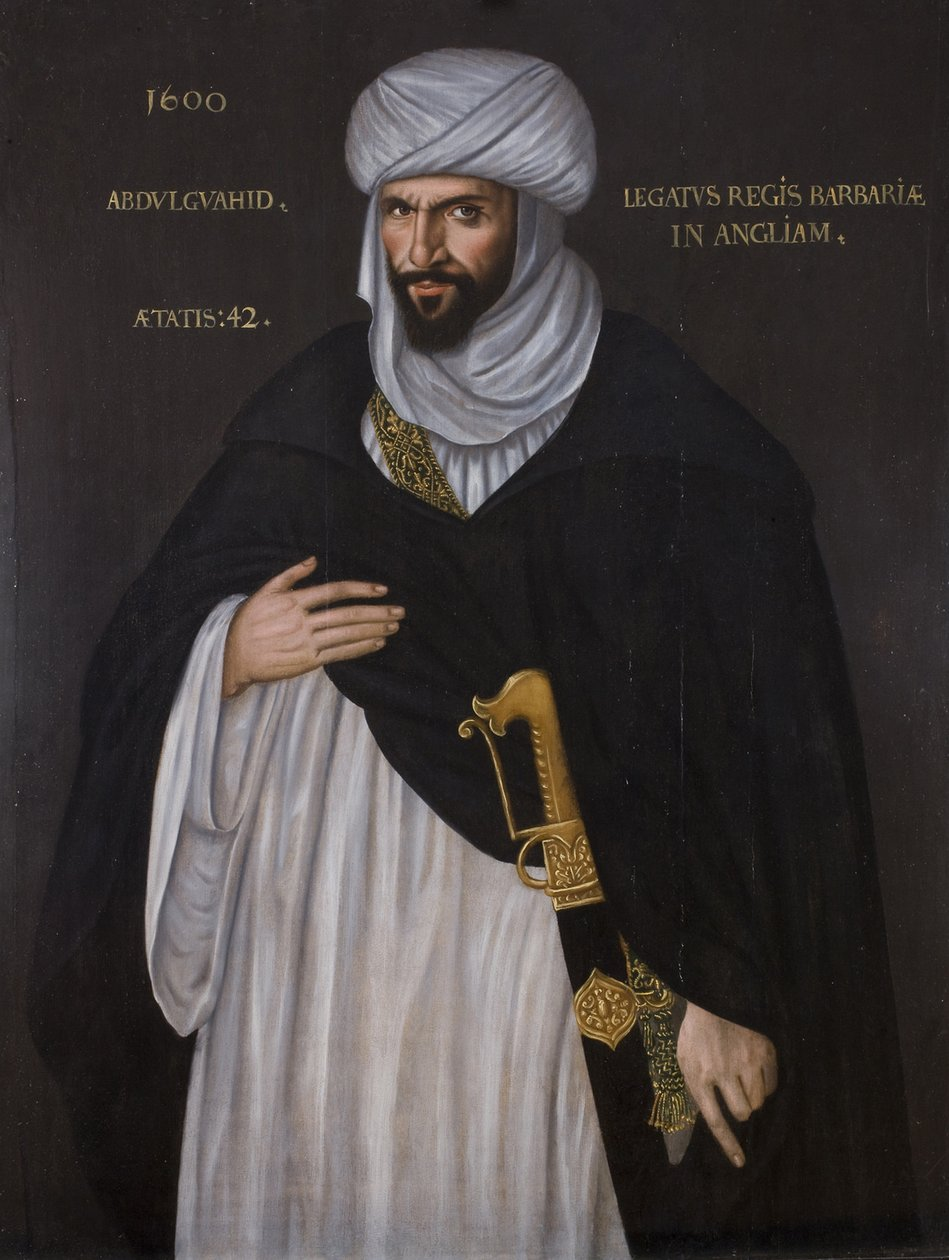
Посол від держав Берберського узбережжя до двору англійської королеви Єлизавети I

Бербе́рські корсари (берберійські, варварійські, османські корсари) — мусульманські пірати й капери, що орудували в районі північної Африки, починаючи з часів арабських завоювань і до середини XIX ст. 
Діючи з безлічі портів Магрибу, зокрема таких великих, як Алжир, Туніс, Триполі, Махдія й Сале, вони тримали в страху все західне Середземномор'я. Діяльність корсарів не обмежувалась одним лише полюванням на торговельні судна, дуже часто вони влаштовували «Раззі» — спеціальні рейди на прибережні міста Європи з метою захопити в полон християнських рабів і продати їх на невільничому ринку в Алжирі або Марокко. За даними професора історії Роберта Девіса, у період з XVI по XIX століття берберські корсари захопили й продали в рабство від 1 до 1,25 мільйона європейців. Основною ціллю для подібних рейдів слугували прибережні поселення в Італії, Іспанії та Португалії, хоча й більш віддалені країни — Франція, Англія, Нідерланди, Ірландія і навіть Скандинавські країни, включаючи Ісландію, — страждали від їхніх нападів (Напад турецьких піратів на Ісландію).
Ефект від цих атак був украй важким: Італія та Іспанія втратили тисячі кораблів, прибережні регіони Іспанії та Італії знелюдніли; фактично, цей піратський промисел перешкоджав заселенню берегів аж до XIX століття.
З XVI століття почались «алжирські експедиції» — низка морських і десантних експедицій європейських держав проти головних баз корсарів в Алжирі. З ХІХ століття (з 1801 року) почалися берберійські війни США.

## Боротьба європейських держав із берберійським піратством
З XVI століття розпочались «алжирські експедиції» — низка морських та десантних експедицій європейських держав проти гнізда піратів в Алжирі. З ХІХ століття (з 1801 року) почалися берберійські війни США. У ході другої берберійської війни ескадрі американських кораблів удалося змусити алжирців видати полонених американців та європейців, а також надати американським кораблям вільного проходу. Крім того, Алжир зобов'язався виплатити 10 тисяч доларів як компенсацію. Проте відразу після відходу американських кораблів алжирський дій (правитель) Умар бен Мухаммед розірвав нав'язаний йому договір із зобов'язанням назавжди відмовитися від піратства.
Після завершення наполеонівських воєн та Віденського конгресу в 1814—1815 рр. провідні європейські держави дійшли згоди щодо необхідності вжиття рішучих заходів проти берберійських піратів.
Берберійському піратству було завдано сильного удару навесні 1816 року, коли до берегів Алжиру прибув об'єднаний англо-голландський флот під керівництвом британського адмірала Едуарда Пеллью. У березні 1816 року цей флот прийшов до північноафриканського берега й поставив алжирському дію вимогу звільнити рабів-християн у своїх володіннях і ніколи більше не захоплювати їх у рабство, а також визнати незалежність Іонічних островів і назавжди відмовитися від заступництва морським розбійникам.
Після тривалих невдалих спроб змусити алжирського дія прийняти вимоги англійської корони переговори закінчились, і тоді заговорили гармати об'єднаної ескадри. 27 серпня 1816 року флот союзників почав воєнні дії. Після дев'ятигодинного бомбардування столиці Алжиру, внаслідок якого берберський флот було фактично знищено, Умар бен Мухаммед був змушений підписати новий договір і виконати даний йому ультиматум.
Визнавши на словах вимоги сильних європейських морських держав, алжирці знову порушили мир. У відповідь у 1819 році перед Алжиром знову з'явилась об'єднана англо-французька ескадра під командуванням адміралів Фрімантла й Журіє. Адмірали оголосили алжирському правителю, що на Аахенському конгресі європейські держави вирішили покласти край розбою берберійських піратів, проте, оскільки ці вимоги не були підтримані військовою силою, переговори залишилися безрезультатними.
У 1824 році Англія у відповідь на розбої знову надіслала до берегів Алжиру ескадру з 22 суден, але знову все закінчилось одними переговорами.

## Знищення берберійського піратства
Окремі, хоч і рідкісні, рейди алжирських піратів тривали доти, доки 1830 року французи не покінчили з незалежністю Алжиру. Позбувшись усіх портів на узбережжі Середземного моря, захоплених французами, берберійські пірати втратили будь-яку можливість для морського розбою.

Що стосується королівства Марокко, воно ще до цього впоралося з піратством і визнало Сполучені Штати незалежною країною в 1776 році.

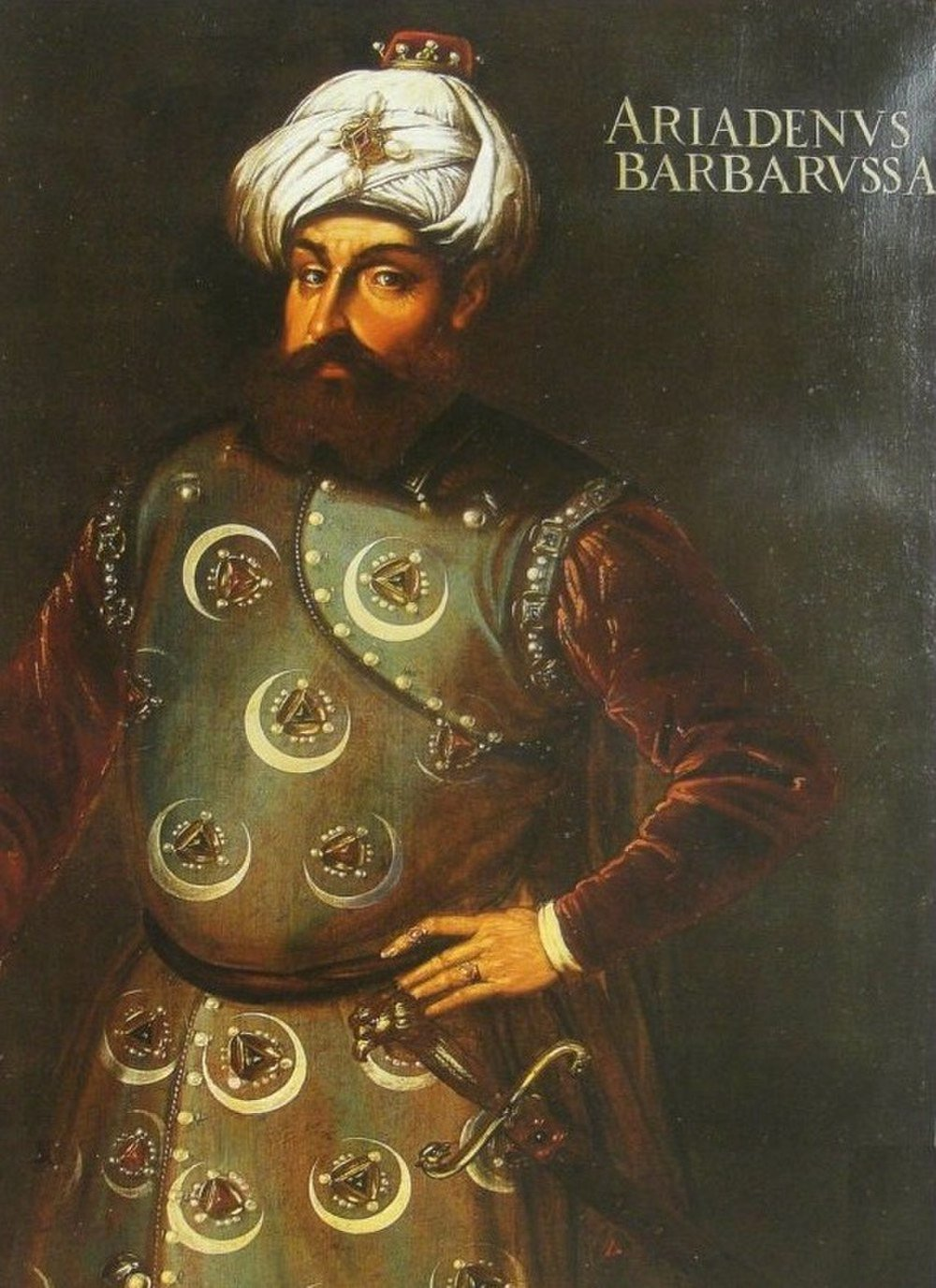
Хайр-ад-Дін Барбароса

## Відомі берберські пірати
- Куртоглу Мусліхіддин-реїс (1487 — б. 1535)
- Арудж-реїс (1473—1517)
- Хайр-ад-Дін Барбаросса (між 1466 і 1478—1546)
- Улуч Алі (1519—1587)
- Пірі-реїс (помер 1554 або 1555)
- Сінан-реїс (помер 1546)
- Тургут-реїс (1485—1565)
- Сейді Алі-реїс (1498—1563)
- Мурат-реїс старший (б. 1534—1638)
- Мурат-реїс молодший  (б. 1570 — після 1641)
- Саліх-реїс (б. 1488—1568)

## Відомі особи, що побували в полоні берберських піратів
- Ротланд (архієпископ Арля) (у 869 р.)
- Педро де Кандія (на початку XVI ст.)
- Гасан-ага (на початку XVI ст.)
- Поль де Терм (маршал Франції, у 1529 р.)
- Улуч Алі (у 1536 р.)
- Мігель де Сервантес (у 1575—1580 рр.)
- Огюстен-Шарль д'Авіле (~1674 р.)
- Антоніос Криєзіс (у 1811 р.)

### Літературні персонажі
- Робінзон Крузо
- Гі де Нантейль — герой французької поеми «Нантейльська жесту».
- Анжеліка — у 4-й книзі про Анжеліку французьких авторів Анни та Сержа Голон.
- Головний герой роману Рафаеля Сабатіні «Морський яструб».